# Единоличник
Единоли́чник, крестья́нин-единоли́чник — крестьянин, имевший отдельное самостоятельное хозяйство в СССР. Обычно противопоставлялся колхознику. При этом единоличное хозяйство вовсе не освобождало его владельца от необходимости выполнения им советского производственного плана, за невыполнение которого его ожидали те же наказания, что и колхозников, важнейшим отличием единоличников от колхозников являлся способ учёта труда (трудодни), который на единоличников не распространялся, кроме тех единоличников, которые вступали в сельскохозяйственные кооперативы. Налоговая нагрузка (продналог) на единоличников была более чем вдвое выше сборов с колхозников. Каждая урожайная единица (плодоносящее дерево или куст растения) на приусадебном участке единоличника облагалась земельным налогом, единица личного скота — подоходным налогом. Единоличники платили ещё и с дохода, получаемого от продажи своих продуктов. Невыполнение единоличниками плана по заготовкам, невыплата налога, укрывательство урожая или его части от государства были составом преступления.

## История
В годы Гражданской войны и коллективизации — отрицательно окрашенный  политический термин, применявшийся по отношению к крестьянам, так или иначе сопротивлявшимся процессу обобществления средств производства, вне зависимости от фактической формы ведения хозяйства. Так, «единоличником» могли называть батрака, не имевшего собственного хозяйства, но прилагающего усилия к обзаведению оным.
Единоличное ведение хозяйства рассматривалось партией как отсталая экономическая форма, по сравнению с коллективной и государственной, и политика в отношении ведущих такое хозяйство менялась в период коллективизации от сравнительно мягких до предельно жестоких форм, получивших, в итоге, осуждение в 1930 году
Помимо объединения индивидуальных хозяйств в колхозы, происходило также раскулачивание единоличников, массовое переселение не подчинявшихся этим мерам крестьян с семьями. Оценка хозяйств «на раскулачивание» производилась часто совершенно произвольно, и многие крестьяне-«середняки» оказывались лишены всего, что имели.
В СССР Коммунистическая партия во главе со Сталиным последовательно проводила политику уничтожения любого индивидуального хозяйствования крестьян до середины 1950-х годов (до смерти Сталина в 1953 году), когда правительством Хрущёва коллективизация была сочтена завершённой, включая западные районы Украины, Белоруссии, в Молдавии, Эстонии, Латвии и Литве, вошедших в состав СССР в предвоенные годы.
К 1975 году крестьяне-единоличники и некооперированные кустари практически исчезли.
В статистике по сельскохозяйственному сектору экономики понятие «единоличник» («крестьянин-единоличник») употребляется на протяжении практически всего времени существования СССР, в частности — при описании экономики других стран.

## В пропаганде
- Образ крестьянина-единоличника нашёл многократное[источник не указан 4584 дня] отражение в произведениях искусства, и в советской литературе и кино он имеет в целом отрицательную окраску[источник не указан 4584 дня] в противопоставлении с колхозниками. Единоличник либо показывается врагом Советской власти (активным или пассивным, явным или скрытым), либо под воздействием внешних обстоятельств пересматривает свои взгляды и принимает идеологию коллективного труда[источник не указан 4584 дня].
- Один из главных героев романа Мо Яня "Устал рождаться и умирать" Лань Лянь является последним единоличником во всём коммунистическом Китае.